# Еберхард фон Монгайм
Еберхард фон Монгайм (*Eberhard von Monheim, д/н —1346) — 23-й магістр Лівонського ордену в 1328—1340 роках.

## Життєпис

### Кар'єра
Походив з ветсфальського шляхетського роду Монгаймів (Мунгаймів), що були васали Кельнського архієпископа. Ймовірно народився в Кельні близько 1275 року. Замолоду доєднався до Лівонського ордену. Відзначився у походах лівонських військ. 1313 року призначається комтуром замку Віндава. 1314 року стає комтуром Голдінгена.

### Війна з Ригою
25 травня 1328 року обирається очільником Лівонського ордену. В цей час тривав конфлікт Лівонського ордену з Ригою, яку магістр намагався підкорити Ордену. Спочатку ризьке військо здійснило напад на замок Динамюнде, але не змогло взяти штурмом сам замок, сплюндрувавши околиці.
У січні 1329 року Рига фон Монгайм взяв в облогу Ригу. Магістрат останньої звертався до допомогу до папи римського Іоанна XXII та Ганзи, проте без якогось результату.
У вересні того ж року Рига відправила посольство до великого князя литовського Гедиміна з проханням надати військову допомогу в боротьбі проти Лівонського ордену. Рижани запропонували Гедиміна зайняти всі міста і замки Ризького архієпископства. У відповідь Еберхард фон Монгайм наказав зайняти кілька замків ризького архієпископа, що знаходилися на кордоні з Литвою. У вересні того року Гедимін на чолі великої війська вдерся до Лівонії в пониззі річки Двіни. Натомість лицарі зайняли прикордонні замки. Тоді рижани надали Гедиміна своїх провідників, які повинні були провести його вглиб орденських володінь. Гедимін з литовським військом мирно пройшов через володіння ризького архієпископа і спустошив центральні володіння Лівонського ордену до Південної Естонії, сплюндрувавши околиці замків Каркус, Гельмета, Тарвасту. Проте магістр Ордену не зняв облоги.
У жовтні в Ризі почався голод. В той же час Гедимін відступив до Литви. Зрештою рижані вимушені були здатися. 30 березня 1330 року було підписано мирний договір, за яким за умовами якого визнавали верховну владу Ордена, зобов'язувалися відшкодувати Ордену все військові витрати і допомагати магістрові у всіх військових кампаніях. 15 серпня 1330 року Еберхард фон Монхайм видав рижанам спеціальну грамоту, в якій зобов'язався зберегти всі міські привілеї, вольності і права. Водночас наказав звести новий орденський замок в Ризі (старий було зруйновано 1297 року), а також потужну башту (стала відома як «Піщана»).

### Війна з Литвою
На початку березня 1330 року Гедимін з великим військом знову вступив в орденські володіння і спустошив околиці замку Пільтен в Курляндії. У серпні того ж року Еберхард фон Монгайм у відповідь здійснив похід до литовських володінь, сплюндрувавши Жемайтію. У 1331 року було пограбовано Аукшайтію. У 1332 року магістр вдерся до володінь князя Мажейки.
У 1333 році лівонські війська за підтримки Тевтонського ордену атакували Жемайтію. Того ж року Еберхард фон Монгайм здійснив похід, сплюндрувавши землі до Вількомира, а потім рушив до Полоцька. 1334 року магіст з військом дійшов до Вільно, а потім піддав розору області Дубінгяй та Шяшуоляй, вбивши 1200 осіб. 1335 року здійснив похід до Полоцьку.
У 1339 і 1340 роках здійснив нові походи до Жемайтії. 24 червня 1340 року на вимогу великого магістра Тевтонського ордену Дитріха фон Альтенбурга пішов у відставку.

### Наступні роки
Перебирається до Кельна, де стає коммендамом церкви Святої Катерини, що належала до Тевтонського ордену (його Кобленцького відділення). Можливо деякий час був також коммендамом Мехелену. Остання згадка відноситься до 1346 року.